# Antigua i Barbuda na letnich igrzyskach olimpijskich
Reprezentanci Antigui i Barbudy występują na letnich igrzyskach olimpijskich od 1976 roku, nie było ich w Moskwie.
Antigua i Barbuda nie zdobyła żadnego medalu podczas letnich igrzysk olimpijskich.

## Klasyfikacja medalowa
| Miejsce             |                   |                   |                   | Razem             |
| ------------------- | ----------------- | ----------------- | ----------------- | ----------------- |
| 1976 Montreal       | 0                 | 0                 | 0                 | 0                 |
| 1980 Moskwa         | nie brała udziału | nie brała udziału | nie brała udziału | nie brała udziału |
| 1984 L.A.           | 0                 | 0                 | 0                 | 0                 |
| 1988 Seul           | 0                 | 0                 | 0                 | 0                 |
| 1992 Barcelona      | 0                 | 0                 | 0                 | 0                 |
| 1996 Atlanta        | 0                 | 0                 | 0                 | 0                 |
| 2000 Sydney         | 0                 | 0                 | 0                 | 0                 |
| 2004 Ateny          | 0                 | 0                 | 0                 | 0                 |
| 2008 Pekin          | 0                 | 0                 | 0                 | 0                 |
| 2012 Londyn         | 0                 | 0                 | 0                 | 0                 |
| 2016 Rio de Janeiro | 0                 | 0                 | 0                 | 0                 |
| 2020 Tokio          | 0                 | 0                 | 0                 | 0                 |

## Medaliści letnich igrzysk olimpijskich pochodzących z Antigui i Barbudy

### Złote medale
Brak

### Srebrne medale
Brak

### Brązowe medale
Brak